# زاك جرينيير
زاك جرينيير (بالإنجليزية: Zach Grenier)‏ هو ممثل تلفزيون ومسرح وأفلام أمريكي.

## روابط خارجية
- زاك جرينيير على موقع IMDb (الإنجليزية)
- زاك جرينيير على موقع ألو سيني (الفرنسية)
- زاك جرينيير على موقع أول موفي (الإنجليزية)
- زاك جرينيير على موقع قاعدة بيانات برودواي على الإنترنت (الإنجليزية)
- زاك جرينيير على موقع قاعدة بيانات الأفلام السويدية (السويدية)
- زاك جرينيير على موقع قاعدة بيانات الفيلم (الإنجليزية)
- زاك جرينيير على موقع كينوبويسك (الروسية)